# زيبيرايو
بلدية زيبيرايو (بالإسبانية: Zeberio)‏ هي بلدية تقع في مقاطعة بيسكاي، التي تقع في منطقة الباسك شمالي إسبانيا.

## أعلام
- أورتزي إريوندو

## وصلات خارجية
- (بالإسبانية)